# اکتودرمال دیسپلازی

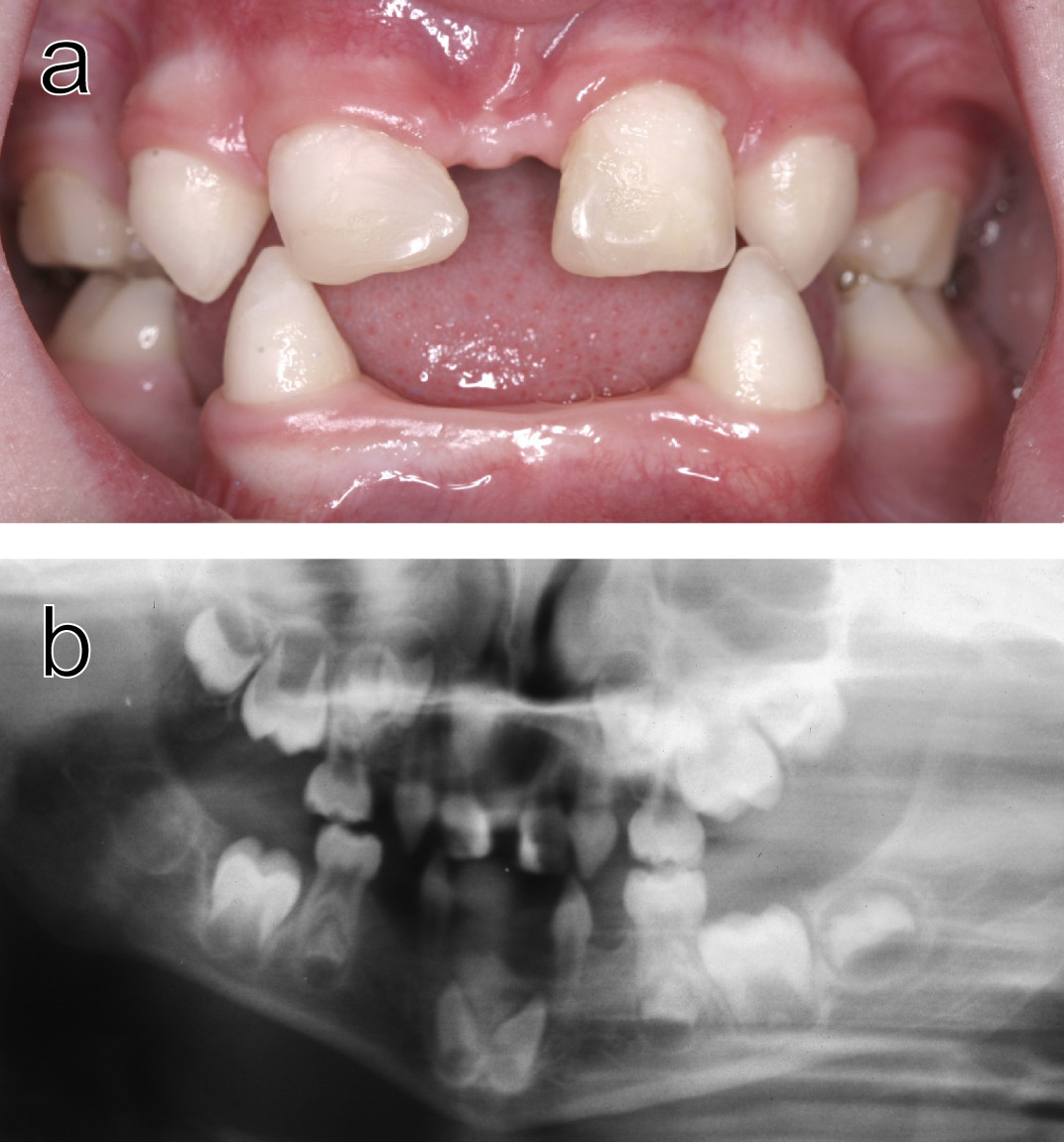
ناهنجاری‌های دندانی در یک دختر ۵ ساله مبتلا به اکتودرمال دیسپلازی

اکتودرمال دیسپلازی به مجموعه‌ای از سندرم‌ها و اختلالات در بدن انسان گفته می‌شود که در آنها به نوعی بهم ریختگی بافت اکتودرم مشاهده میشود. تعداد این سندرم‌ها به بیش از ۱۵۰ می‌رسد. پوست، مو، ناخن‌ها، دندان‌ها و غدد بزاقی در مبتلایان به این بیماری دچار مشکل هستند. حدود ۷۰۰۰ نفر در جهان مبتلا به این اختلالات هستند. برخی از این اختلالات فقط در یک خانواده دیده می‌شوند و ناشی از جهش‌های بسیار متأخر هستند. این اختلالات در هر نژادی ممکن است رخ دهند، اما بیشتر در قوم قفقازی دیده می‌شوند. در بریتانیا، ۴۰۰ نفر به این بیماری مبتلا هستند. بدن برخی مبتلایان قادر به تعریق نیست.